# Ljubinjsko polje
Ljubinjsko polje je krško polje u Istočnoj Hercegovini, u općini Ljubinje. Zahvaća površinu od 12 km². Dugačko je 8,3, a široko 2,2 kilometra. Pruža se pravcem sjeverozapad - jugoistok između planina Bjelasnice i  Viduše, na nadmorskoj visini od oko 400-470 metara. Dno polja je građeno od kvartarnih slojeva, prekrivenih tankim slojem ilovače.
Polje je jednim dijelom neproduktivno, a ostatak je pogodan za uzgoj duhana i za  poljoprivredu. Značajna površina nalazi pod livadama i pašnjacima. Najveće naselje na obodu polja je Ljubinje, prema kome je i dobilo naziv, a ostala su Kruševica, Dubočica i dr.